# 長崎奉行

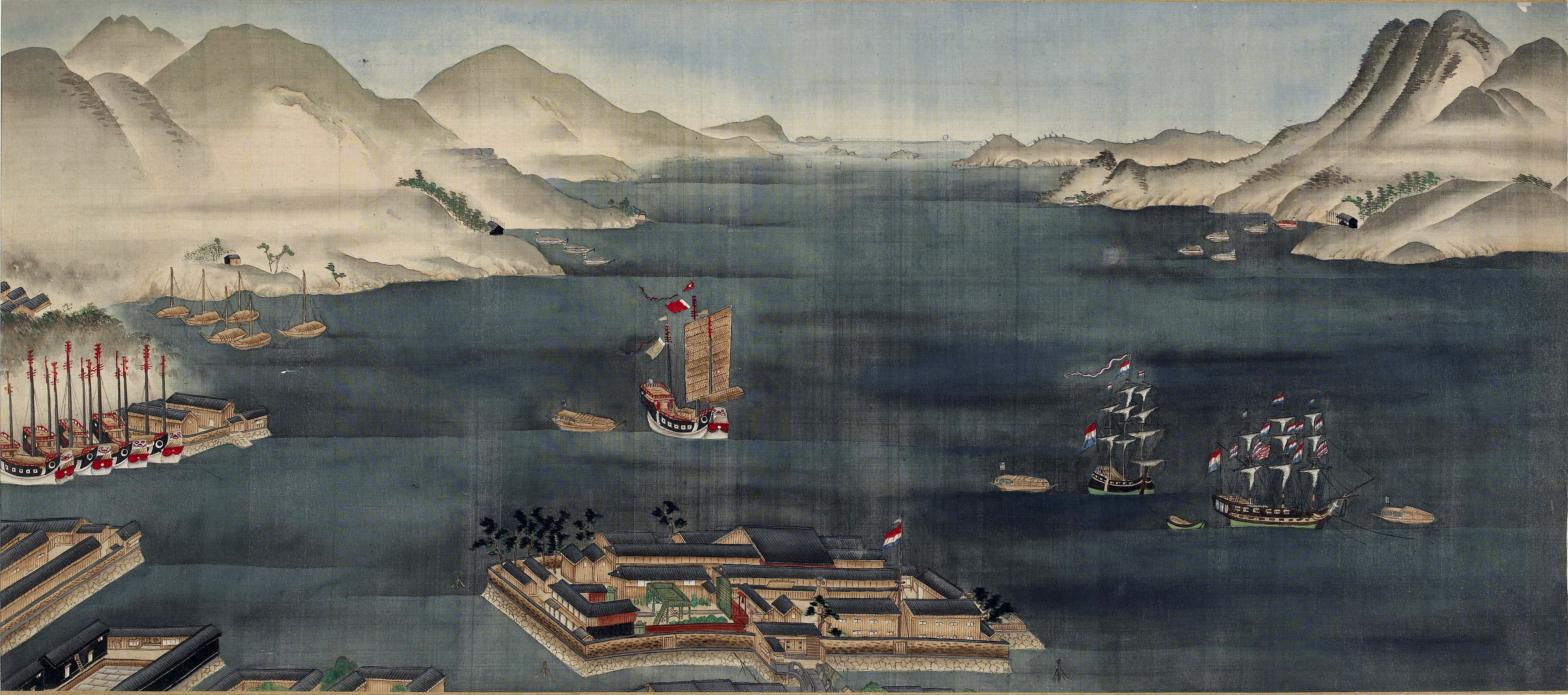
長崎港と出島

長崎奉行（ながさきぶぎょう）は、江戸幕府の遠国奉行の一つで、遠国奉行首座。

## 概略
戦国時代、大村氏の所領であった長崎は、天正8年（1580年）以来イエズス会に寄進されていたが、九州を平定した豊臣秀吉は天正16年（1588年）4月2日に長崎を直轄地とし、ついで鍋島直茂（肥前国佐賀城主）を長崎代官とした。文禄元年（1592年）には奉行として寺沢広高（肥前唐津城主）が任命された。これが長崎奉行の前身である。
秀吉死後、関ヶ原の戦いで勝利した徳川家康は豊臣氏の蔵入地を収公し、長崎行政は江戸幕府に移管された。初期は竹中重義など徳川秀忠側近の大名が任ぜられたが、やがて小禄の旗本が、後年は1000 - 2000石程度の上級旗本が任ぜられるようになった。長崎奉行職は幕末まで常置された。幕府直轄地であり、幕命により、警護を福岡藩と佐賀藩が交互に務めた。

## 機構
当初定員は1名で、南蛮船が入港し現地事務が繁忙期となる前（6月頃）に来崎し、南蛮船が帰帆後（10月頃）に江戸へ帰府するという慣習であった。島原の乱後、長崎奉行は常駐体制をとるようになる。これは一揆勃発時、長崎奉行の2名とも長崎に駐在しておらず、九州の諸藩は「豊後府内目付」に指示を求めたところ、出兵を許可せず、これが一揆を拡大させた要因の一つになったためである（府内目付は、九州における幕府の唯一の出先機関だった）。寛永15年（1638年）11月10日、馬場利重と大河内正勝が長崎奉行に任命され、一年おきに長崎に行くこととされた。
寛永10年（1633年）2月に2人制となり、貞享3年（1686年）には3人制、ついで元禄12年（1699年）には4人制、正徳3年(1713年）には3人制と定員が変遷し、享保期（1716年 - 1736年）以降は概ね2人制で定着する。天保14年（1843年）には1人制となったが、弘化2年（1845年）からは2人制に戻った。定員2名の内、1年交代で江戸と長崎に詰め、毎年8月から9月頃、交替した。また、延享3年（1746年）以降の一時期は勘定奉行が兼任した。
奉行は老中支配、江戸城内の詰席は芙蓉の間で、元禄3年（1690年）には諸大夫格（従五位下）とされた。その就任に際しては江戸城に登城し、将軍に拝謁の上、これに任ずる旨の命を受けた。
当初は、芙蓉の間詰めの他の構成員は全員諸大夫だったが、長崎奉行のみが布衣の身分で、しかも芙蓉の間末席であった。牛込重忝が長崎奉行を務めていた時期、当時の老中久世広之に対し長崎奉行が他の構成員と同様に諸大夫になれるようにという請願がなされたが、大老酒井忠清に拒否された。その理由は、「従来長崎奉行職は外国商人を支配する役職であって、外国人を重要視しないためにも、あえて低い地位の人を長崎奉行に任じてきた。しかし、もしここで長崎奉行の位階を上昇させれば、当然位階の高い人をその職に充てなければならなくなる。そして、これまで外国人を地位の低い役人が支配していることにより、それだけ外国において幕府の威光も高くなるとの考えから遠国奉行の中でも長崎奉行の地位を低くし、しかも芙蓉の間末席にしてきた。そのため、長崎奉行の地位を上げるような願いは聞き届けられない」というものであった。
しかし、川口宗恒が元禄3年（1690年）に従五位下摂津守に叙爵された後、長崎奉行は同等の格に叙されるようになり、元禄12年（1699年）には京都町奉行よりも上席とされ、遠国奉行の中では首座となったが、それでも後に起こるフェートン号事件の際、警備を担当していた佐賀藩が、長崎奉行松平康英の指揮に機敏に対応しなかったとし、事件後、引責自決をした康英は、遺書に「奉行には大身の者を充てられたし」と残している。
奉行の役所は本博多町（現、万才町の一部分）にあったが、寛文3年（1663年）の大火で焼失したため、江戸町（現、長崎市江戸町・旧長崎県庁所在地）に西役所（総坪数1679坪）と東役所が建てられた。寛文11年（1671年）に東役所が立山（現、長崎市立山1丁目・長崎歴史文化博物館在地）に移され、立山役所（総坪数3278坪）と改称された。この両所を総称して長崎奉行所と呼んだ。
奉行の配下には、支配組頭、支配下役、支配調役、支配定役下役、与力（10騎）、同心（15人）、清国通詞、オランダ通詞がいたが、これら以外にも、長崎会所の地役人、町方役人、長崎町年寄なども長崎行政に関与しており、総計1000名にのぼる行政組織が成立した。奉行やその部下、奉行所付の与力・同心は、一部の例外を除いて単身赴任であった。
奉行所の玄関には、鉄砲100挺、弓20張（矢2箱）、長柄槍50筋などがあり、他に棒火矢50挺、百目長筒1挺、弓18張、鉄砲20挺、槍5筋が武具蔵に用意されていた。
近隣大名が長崎に来た際は、長崎奉行に拝謁して挨拶を行なったが、大村氏（大村藩）のみは親戚格の扱いで、他の大名とは違い挨拶もそこそこに中座敷へ通し、酒肴を振舞うという慣例だった。

## 任務
奉行は天領長崎の最高責任者として、長崎の行政・司法に加え、長崎会所を監督し、清国、オランダとの通商、収益の幕府への上納、勝手方勘定奉行との連絡、諸国との外交接遇、唐人屋敷や出島・オランダ商館を所管し、九州大名を始めとする諸国の動静探索、日本からの輸出品となる銅・俵物の所管、西国キリシタンの禁圧、長崎港警備を統括した。長崎港で事件が起これば佐賀藩・唐津藩をはじめとする近隣大名と連携し、指揮する権限も有していた。
17世紀ごろまでは、キリシタン対策や西国大名の監視が主な任務であった。なお、貿易の管理と統制を目的に1630年代に長崎奉行の職務を規定したお触れを出している（いわゆる鎖国の前段階）。18世紀初頭の新井白石が海舶互市新例が発布された時期は貿易により利潤を得ることが長崎奉行の重要な職務となってきた。
1800年代に入り、レザノフ来航、フェートン号事件、シーボルト事件、プチャーチン来航など、長崎奉行・出島オランダ商館双方とも騒がしくなり、奉行の手腕がますます重要視されるようになる。
長崎に詰めている奉行を長崎在勤奉行、江戸にいる方を江戸在府奉行と呼んだ。在府奉行は江戸の役宅で、江戸幕府当局と長崎在勤奉行の間に立ち、両者の連絡その他にあたった。在勤奉行の手にあまる重要問題や、先例のない事項は、江戸幕府老中に伺い決裁を求めたが、これは在勤奉行から在府奉行を通して行なわれ、その回答や指示も在府奉行を通して行なわれた。オランダ商館長の将軍拝謁の際に先導を務めたのも在府奉行であった。

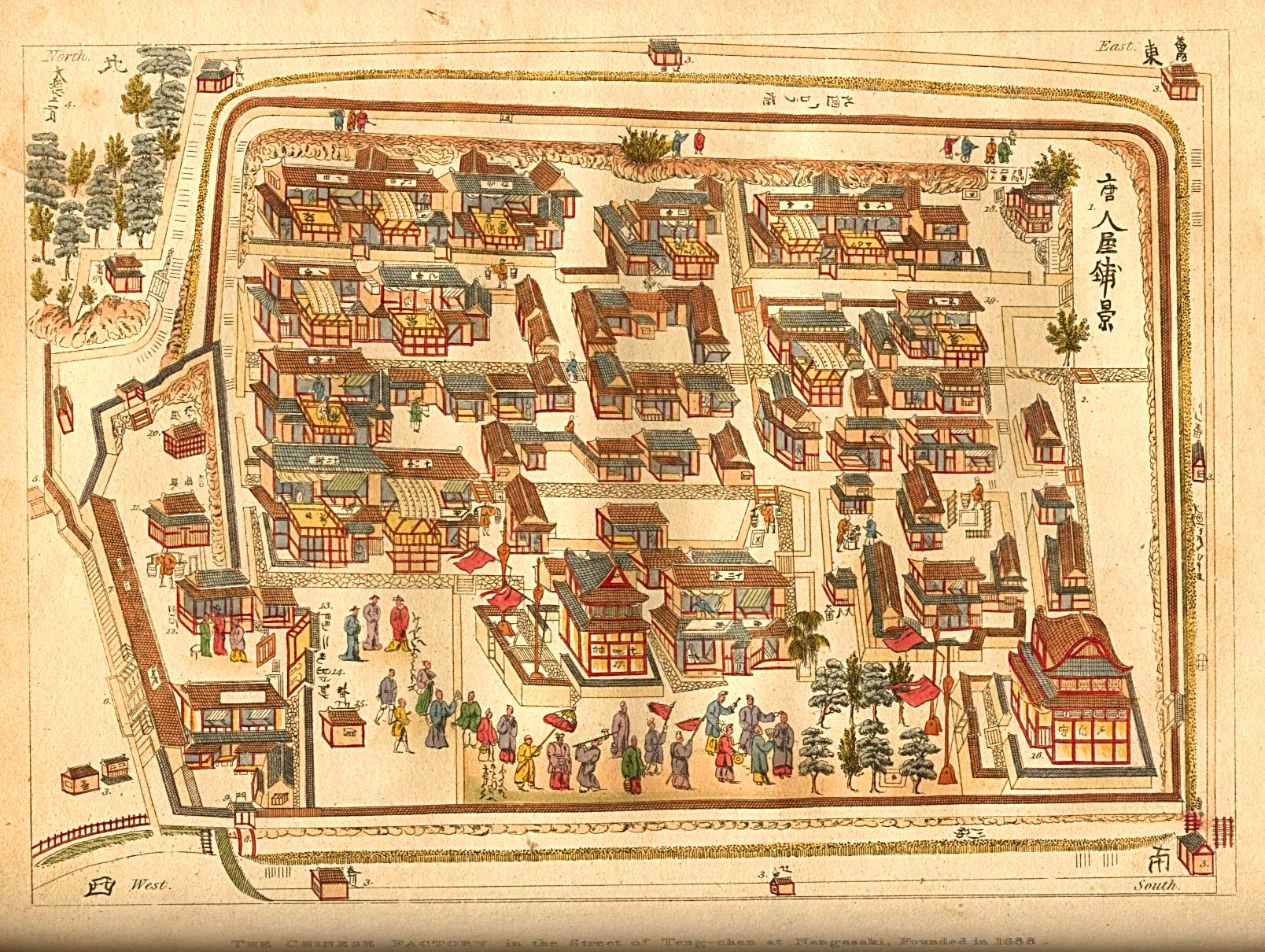
清国人の住んでいた長崎の唐人屋敷。市内に雑居していた清国人の集住と密貿易規制を目的として長崎奉行により設置された

## 奉行による仕置
長崎の町の刑事裁判も奉行に任されていた。他の遠国奉行同様、追放刑までは独断で裁許出来るが、遠島刑以上の刑については、多くはその判決について長崎奉行から江戸表へ伺いをたて、その下知があって後に処罰されることになっていた。長崎から江戸までの往復には少なくとも3ヶ月以上を要し、その間に自害をしたり、病死したりする者もいた。その場合は、死体を塩漬けにして保存し、江戸からの下知を待って後に刑が執行された。幕府の承認を得ず、独断専行すれば、処罰の対象とされた。大事件については、幕府からの上使の下向を仰ぎ、その指示の下にその処理にあたった。
奉行所の判決文集である「犯科帳」で、本文の最後に「伺の上」として処罰が記してあるのは、その事件が極刑にあたる重罪である場合や、前例の少ない犯罪である場合等、長崎奉行単独の判断では判決を下せない時に、江戸表に伺いをたて、その下知によって処罰が決まったことを指した。その江戸表への伺いの書類を御仕置伺という。遠島以上の処分については、長崎奉行は御仕置伺に罪状を詳しく記した後、「遠島申し付くべく候や」という風に自分の意見を述べた。下知は伺いのままの場合が多かったが、奉行の意見より重罪になることもあれば軽くなることもあった。なお、キリシタンの処罰については、犯科帳には記述されていない。
遠島刑は、長崎からは壱岐島・対馬・五島列島へ流されるものが多く、大半は五島であった。まれに薩摩や隠岐にも送られた。天草島は長崎奉行の管理下にあったが、そこには大坂町奉行所で判決を下された流人が多かった。遠島の場合、判決が下っても、すぐに島への船が出る訳ではなく、天候や船の都合、判決の前後する犯人を一緒に乗船させる都合等により、かなり遅れることもあった。そのため、遠島の判決文には、末尾に「尤も出船迄入牢申し付け置く」と書き添えてあるものが多かった。
長崎で判決を受けた流人の大部分は五島に送られたが、その流人の支配については五島の領主に一任された。五島の領主から、流人がさらに罪を重ねたり島抜けをしたり等の報告があった場合には、奉行所の記録にもそのことが付け加えられた。天草島の流人は長崎から送られる者は比較的少なかったが、天草は長崎奉行の支配下にあったため、長崎奉行所の記録には天草流人の様子を伺うものが多い。流人が島で罪を重ねた場合、天草は長崎奉行の支配下のため、奉行がその処罰を直接指示した。壱岐・五島・対馬などの場合は、処罰はその領主家来の支配に委ねられるが、その連絡報告を長崎奉行から求められた。
奉行所の取り調べや処分について不平不満のある市民は、それについて意見を述べたいと思ったら町役人を通じて訴える必要があった。手続きの煩雑さや、上申しても願いが通る可能性が低いことから、町役人も手続きをしようとしない場合が多かった。これに対して市民は、願いを文書にして奉行所に投げ込む「投げ文」「捨て訴え」、直接役人や役所へ陳情する「駕籠訴え」「駈けこみ訴え」等を行なった。これらの非正規の手順は、「差越願（さしこしねがい）」として却下され、投げ文をした者の身元が分かれば、本人を町役人付き添いで呼び出し、目の前で書状は焼き捨てられた。しかし、表面上はそれを却下しながら、奉行所でそれを元に再吟味をし、市民の要求が通る場合もあった。
唐人やオランダ人に対する処罰は日本人と同じにする訳にはいかず、手鎖をかけて中国船主やカピタンに身柄を渡し、貴国の法で裁いて欲しいと要求する程度だった。罰銅処分（過料）か国禁処分になる場合が多く、国禁処分になった唐人は唐人屋敷に閉じこめられ、次に出港する船で帰国させられ、日本への再渡航を禁じられた。しかし開港後は、多くの外国人によるトラブルが発生し、従来のように唐船主や出島のカピタン相手に通達するだけでは済まず、各国の領事に連絡し、しかもその多くは江戸表へ伺いをたてねばならなくなった。
江戸やその他の場所では、非人に対する刑罰はその頭の手に委ねられていたが、長崎の場合は直接奉行によって執行された。

## 長崎奉行の収入
奉行は、格式は公的な役高1000石、在任中役料4400俵であったが、長崎奉行は公的収入よりも、余得収入の方がはるかに大きい。
すなわち、輸入品を御調物（おしらべもの）の名目で関税免除で購入する特権が認められ、それを京・大坂で数倍の価格で転売して莫大な利益を得た。加えて舶載品をあつかう長崎町人、貿易商人、地元役人たちから八朔銀と呼ばれる献金（年72貫余）や清国人・オランダ人からの贈り物や諸藩からの付届けなどがあり、一度長崎奉行を務めれば、子々孫々まで安泰な暮らしができるほどだといわれた。そのため、長崎奉行ポストは旗本垂涎の猟官ポストとなり、長崎奉行就任のために使った運動費の相場は3000両（現在の価値でおよそ3億円）といわれたが、それを遥かに上回る余得収入があったという。

### 溝口直諒の指摘
新発田藩藩主を務めた溝口直諒は、長崎奉行に大名（福岡藩、佐賀藩）を充てるべきと指摘した。その理由として、外国に対して無礼でない対応をするには旗本では不適切であることと同時に、同奉行が収入の多い役職であるため、賄賂を使って就任しようとする者が多いことを挙げた。

## 長崎在勤奉行の交替
江戸詰めの奉行が、長崎在勤の奉行と交替するため長崎に向け出立すると、その一行が長崎街道の諫早領矢上宿に到着するころに、長崎在勤奉行は町使と地役人の年行司各2人ずつを案内のため、矢上宿に遣わす。そして奉行所西役所では屋内だけでなく庭の隅々まで清掃して着任する奉行を出迎える用意をする。
さらに在勤奉行の代理として、その家臣1人が蛍茶屋近くの一ノ瀬橋に、西国の各藩から派遣されている長崎聞役は新大工町付近に、年番の町年寄は地役人の代表として日見峠に、その下役の者達は桜馬場から日見峠の間に並ぶ。そして長崎代官高木作右衛門は邸外に出て、それぞれ新奉行を待つことになる。
矢上宿に一泊した奉行は、駕籠の脇に5人、徒士5人、鎗1筋・箱3個、長柄傘・六尺棒その他からなる一行で出発。日見峠で小憩を取る際に、町年寄らが出迎え、奉行の無事到着を祝う。ついで沿道の地役人らが両側に整列する間を一行は進む。在勤奉行代理の家臣が、その氏名を1人ずつ紹介するが奉行はそれに対しては特に言葉を返さない。
桜馬場まできたところで、出迎える諸藩の聞役の名を披露され、そこで初めて奉行はいちいち駕籠を止めて会釈する。ついで勝山町に進み、代官高木作右衛門と同姓の道之助が出迎えるのを見て、奉行は駕籠を出てこれと挨拶を交わす。西役所に一行が到着するのはこの後である。
長崎の地役人や先着の家臣達が奉行所の門外や玄関でこれを迎え、奉行が屋内に入ったところで、皆礼服に改め、無事に到着したことを祝い、奉行もまたこれに応える。その後直ちに立山の長崎在勤奉行の下に使者を遣わして無事到着を報告する。これを受けた立山奉行所はそれを祝い、鯛一折りを送り届ける。到着した奉行は、昼食の後、立山奉行所に在勤奉行を訪問し、然るべき手続きを終え、西役所に戻る。その後、地役人らの挨拶があるが、これには新奉行は顔を出さない。その後、立山から在勤奉行がここに返礼に来る、というものであった。

## 時代劇作品、文献
長崎奉行は『大江戸捜査網』、『暴れん坊将軍』、『長七郎江戸日記』、『水戸黄門』など多くの時代劇作品で演じられる作品は多い。
大概は被害者役（大体は無実の罪で切腹し、妻や娘などの縁者による敵討ちを、主人公が助ける）か、悪の黒幕役（大体は不正蓄財をして、江戸に戻り権勢を張ったが、最後に主人公により悪事を暴かれ成敗される）に分かれる。後者の代表作が『雪之丞変化』でたびたびドラマ・舞台化されている。
萬屋錦之介が主人公で長崎奉行を演じた『長崎犯科帳』がある。最終回で江戸へ帰還した。詳しくは項目参照。
原作は、郷土史家の森永種夫『長編小説 長崎奉行 犯科帳』（五月書房、1958年）と、森永自身からの資料提供を元に、池田一朗（後の作家隆慶一郎）が起こした。なお森永は『犯科帳　長崎奉行の記録』、『流人と非人　続長崎奉行の記録』（各・岩波新書）を著し、郷土史出版で多くの資料文献を編纂・出版した。他に下記の研究がある。
長崎県諫早出身の脚本家・作家市川森一は1990年代に、奉行として赴任した遠山景晋・遠山金四郎父子を主人公とした時代小説『夢暦長崎奉行』を刊行し、NHK金曜時代劇でドラマ化した。2005年に長崎歴史文化博物館で再刊された。

## 歴代長崎奉行
- 小笠原一庵（1603年 - 1606年）
- 長谷川重吉（1605年）
- 長谷川藤広（1606年 - 1617年）
- 長谷川藤正（1618年 - 1625年）
- 水野守信（1626年 - 1628年）
- 竹中重義（1629年 - 1633年） -豊後府内藩主。職務上の不正を追及され切腹を命じられた
- 今村正長（1633年）
- 曽我古祐（1633年）
- 神尾元勝（1634年）
- 榊原職直（1634年 - 1638年）
- 仙石久隆（1635年）
- 馬場利重（1636年 - 1652年）
- 大河内正勝（1638年 - 1640年）
- 柘植正時（1640年 - 1642年）
- 山崎正信（1642年 - 1650年）
- 黒川正直（1650年 - 1664年）
- 甲斐庄正述（1652年 - 1660年）
- 妻木頼熊（1660年 - 1662年）
- 島田忠政（1662年 - 1666年）
- 稲生正倫（1665年 - 1666年）
- 下曾根信由（1666年 - 1666年）
- 松平隆見（1666年 - 1671年）
- 河野通定（1666年 - 1672年）
- 牛込重忝（1671年 - 1681年） - その施策から「長崎の恩人」と呼ばれる。
- 岡野貞明（1672年 - 1680年）
- 川口宗恒（1680年 - 1693年）
- 宮城和充（1681年 - 1686年）
- 大沢基哲（1686年 - 1687年）
- 山岡景助（1687年 - 1694年）
- 宮城和澄（1687年 - 1696年）
- 近藤用高（1694年 - 1701年）
- 丹羽長守（1695年 - 1702年）
- 諏訪頼蔭（1696年 - 1698年）
- 大島義也（1699年 - 1703年）
- 林忠朗（1699年 - 1703年）
- 永井直允（1702年 - 1709年）
- 別所常治（1702年 - 1711年）
- 石尾氏信（1703年 - 1705年）
- 佐久間信就（1703年 - 1713年）
- 駒木根政方（1706年 - 1714年）
- 久松定持（1710年 - 1715年）
- 大岡清相（1711年 - 1717年） - 海舶互市新例が発せられる
- 石河政郷（1715年 - 1726年）
- 日下部博貞（1717年 - 1727年）
- 三宅康敬（1726年 - 1732年）
- 渡辺永倫（1727年 - 1729年）
- 細井安明（1729年 - 1736年）
- 大森時長（1732年 - 1734年）
- 窪田忠任（1734年 - 1742年）
- 萩原美雅（1736年 - 1743年）
- 田付景厖（1742年 - 1746年）
- 松波正房（1743年 - 1746年）
- 安部一信（1746年 - 1751年）
- 松浦信正（1748年 - 1752年）
- 菅沼定秀（1750年 - 1757年）
- 大橋親義（1752年 - 1754年）
- 坪内定央（1754年 - 1760年）
- 正木康恒（1757年 - 1763年）
- 大久保忠興（1760年 - 1762年）
- 石谷清昌（1762年 - 1770年）
- 大岡忠移（1763年 - 1764年）
- 新見正栄（1765年 - 1774年）
- 夏目信政（1770年 - 1773年）
- 桑原盛員（1773年 - 1775年）
- 柘植正寔（1775年 - 1783年）
- 久世広民（1775年 - 1784年）
- 土屋守直（1783年 - 1784年）
- 土屋正延（1784年 - 1785年）
- 戸田氏孟（1784年 - 1786年）
- 松浦信桯（1785年 - 1787年）
- 水野忠通（1786年 - 1792年）
- 末吉利隆（1787年 - 1789年）
- 永井直廉（1789年 - 1792年）
- 平賀貞愛（1792年 - 1797年）
- 高尾信福（1793年 - 1795年）
- 中川忠英（1795年 - 1797年） - 清俗紀聞の監修者
- 松平貴強（1797年 - 1799年）
- 朝比奈昌始（1798年 - 1800年）
- 肥田頼常（1799年 - 1806年）
- 成瀬正定（1801年 - 1806年）
- 曲淵景露（1806年 - 1812年）
- 松平康英（1807年 - 1808年） - フェートン号事件の責任を取り切腹
- 土屋廉直（1809年 - 1813年）
- 遠山景晋（1812年 - 1816年）
- 牧野成傑（1813年 - 1815年）
- 松山直義（1815年 - 1817年）
- 金沢千秋（1816年 - 1818年）
- 筒井政憲（1817年 - 1821年） - プチャーチンとの外交交渉を担当
- 間宮信興（1818年 - 1822年）
- 土方勝政（1821年 - 1827年）
- 高橋重賢（1822年 - 1826年）
- 本多正収（1826年 - 1830年）
- 大草高好（1826年 - 1833年）
- 牧野成文（1830年 - 1836年）
- 久世広正（1833年 - 1839年）
- 戸川安清（1835年 - 1842年）
- 田口喜行（1839年 - 1841年）
- 柳生久包（1841年 - 1843年）
- 伊沢政義（1842年 - 1845年）
- 井戸覚弘（1845年 - 1849年）
- 平賀勝定（1846年 - 1848年）
- 稲葉正申（1848年）
- 大屋明啓（1848年 - 1850年）
- 内藤忠明（1849年 - 1852年）
- 一色直休（1850年）
- 牧義制（1850年 - 1853年）
- 大沢安宅（1852年 - 1854年）
- 水野忠篤（1853年 - 1854年、1857年）
- 荒尾成允（1854年 - 1859年）
- 川村修就（1855年 - 1857年）
- 大久保忠寛（1857年）
- 岡部長常（1857年 - 1861年）
- 朝比奈昌寿（1861年）
- 高橋和貫（1861年 - 1862年）
- 妻木頼功（1862年） - 長崎奉行代
- 大久保忠恕（1862年 - 1863年）
- 杉浦勝静（1863年）
- 京極高朗（1863年）
- 大村純熈（1863年 - 1864年） - 長崎総奉行。肥前大村藩主。
- 服部常純（1863年 - 1866年）
- 朝比奈昌広（1864年 - 1866年）
- 合原義直（1865年） - 長崎奉行並
- 川勝広運（1865年） - 長崎奉行並
- 能勢頼文（1865年 - 1866年）
- 徳永昌新（1866年 - 1867年）
- 河津祐邦（1867年 - 1868年） - 最後の長崎奉行。幕府軍敗北の報の後、長崎を脱出
- 中台信太郎（1868年） - 長崎奉行並。河津の脱出後に残務整理を実施

### 関連文献
- 外山幹夫『長崎奉行 江戸幕府の耳と目』中公新書、1988年 - 長崎市出身の歴史学者
- 鈴木康子『長崎奉行の研究』思文閣出版、2007年 - 近世史学者
- 鈴木康子『長崎奉行 ─等身大の官僚群像』筑摩選書、2012年
- 木村直樹『長崎奉行の歴史』角川選書、2016年